# Steyr XVI
Der Steyr XVI ist ein Pkw der Oberklasse, den die Steyr-Werke parallel zum kleineren Modell VII 1928 herausbrachte.
Der Wagen besaß einen 6-Zylinder-OHC-Reihenmotor, der vorne eingebaut wurde und über ein 4-Gang-Getriebe die Hinterräder antrieb. Bis 1929 wurden von diesem Fahrzeug – auch 15/70 PS genannt – genau 400 Exemplare hergestellt.

## Technische Daten
| Typ                   | XVI                                         |
| Bauzeitraum           | 1928–1929                                   |
| Aufbauten             | T4, L4, PL4                                 |
| Motor                 | 6 Zyl. Reihe 4 Takt                         |
| Ventile               | hängend mit obenliegender Nockenwelle (OHC) |
| Bohrung × Hub         | 88 mm × 110 mm                              |
| Hubraum               | 4014 cm³                                    |
| Leistung (PS)         | 70                                          |
| Leistung (kW)         | 51                                          |
| Verbrauch             |                                             |
| Höchstgeschwindigkeit | 110 km/h                                    |
| Leergewicht           | 1900 kg                                     |
| Zul. Gesamtgewicht    |                                             |
| Elektrik              | 12 Volt                                     |
| Länge                 | 4685 mm                                     |
| Breite                | 1780 mm                                     |
| Höhe                  | 1920 mm                                     |
| Radstand              | 3464 mm                                     |
| Spur vorne / hinten   | 1448 mm / 1448 mm                           |
| Wendekreis            |                                             |

- T4 = 4-türiger Tourenwagen
- L4 = 4-türige Limousine
- PL4 = 4-türige Pullman-Limousine

## Quelle
- Werner Oswald: Deutsche Autos 1920–1945, Motorbuch Verlag Stuttgart, 10. Auflage (1996), ISBN 3-87943-519-7